# Diaphorus pilosus
Diaphorus pilosus är en tvåvingeart som beskrevs av Octave Parent 1932. Diaphorus pilosus ingår i släktet Diaphorus och familjen styltflugor. Inga underarter finns listade i Catalogue of Life.